# 豪爾 (喬治亞州)
豪爾（英語：Howell）是位於美國喬治亞州埃科爾斯縣的一個非建制地區。該地的面積和人口皆未知。

## 地理
豪爾的座標為30°49′40″N 83°03′14″W / 30.82778°N 83.05389°W，而該地的平均海拔高度為51米（即167英尺）。